# Michael Ehninger
Michael Ehninger (* 1974) ist ein deutscher Musiker, Komponist und Produzent.
Ehninger hat eine klassische Ausbildung in Klavier, Klarinette und Saxophon. Er spielte in jungen Jahren sowohl in Musikkapellen als auch Progressive-Metal-Bands und Orchestern. Die unterschiedlichen Klangfarben und Besetzungen prägten maßgeblich seinen späteren Ausdrucksstil.
Zu den wichtigsten musikalischen Stationen zählen unter anderem die Bands Payne’s Gray (Keyboards, 1996–1998), Geez Louise (Gesang, 1998–2000), und Limbic (Gesang, 2001–2004).
Mit der Band Limbic coverte er 2001 den Titel Fata Morgana der Ersten Allgemeinen Verunsicherung. Diese wurde auf ihn aufmerksam und engagierte ihn als Co-Autor und Co-Produzent für die Alben Amore XL (2007) und Neue Helden braucht das Land (2010). Beide Alben wurden in Österreich mit Platin ausgezeichnet.
Für den Film „Judengasse“ produzierte Ehninger zusammen mit der Sängerin Maya Saban das Lied Hine Ma Tov. Zur gleichen Zeit entstand Arrangement und Produktion des Songs „Glik“, welcher ebenfalls auf dem Album „5773“ der Band Jewdyssee 2012 erschienen ist.

## Diskografie (Auszug)
- Synergetic Diversity – Gallery (1995)
- Geez Louise – Chasing sunsets (1997)
- Limbic – Limbic (2001)
- Limbic – Raus aus der Stadt (2002)
- Gunzi Heil & Band – Das Fest (2003)
- Limbic – wasgehtplanet? (2003)
- Die Poppets – Kulturhauptstadt 2010 (2005)
- Erste Allgemeine Verunsicherung – Amore XL (2007)
- Erste Allgemeine Verunsicherung – Neue Helden (2010)
- Erste Allgemeine Verunsicherung – Live in Graz (2011)
- Maya Saban / Jewdyssee – 5773 (2012)
- Das kleine Vergnügen – Original Soundtrack (2017)

## Filmografie (Auswahl)
- Krylovo (2005, Kurzfilm)
- Ausgesperrt (2006, Kurzfilm)
- Eiswolke (2006, Kurzfilm)
- Chain Reaction aka House of Blood (2006, Spielfilm)
- Rubine Sonnen (2007, Kurzfilm)
- Black Out Date (2008, Kurzfilm)
- Vom Faust zum Obst (2009, Kurzfilm)
- Der Schrei (2009, Spielfilm)
- Beyond Remedy (2010, Spielfilm)
- Curiocity (2010, Kurzfilm)
- Blackout (2011, Kurzfilm)
- Postmodern Times (2011, Kurzfilm)
- Judengasse (2012, Kurzfilm)
- Into the suite (2014, Spielfilm)
- To build a fire (2015, Kurzfilm)
- Das kleine Vergnügen (2017, Spielfilm)